# Ocean Fours
De Ocean Fours is een Rotterdams roeiteam bestaande uit vier oud-studenten van de Erasmus Universiteit die op 27 mei 2005 gestart zijn met hun poging de Atlantische oversteek per roeiboot te maken. Dit alles met het doel het uit 1896 stammende wereldrecord te verbreken. Om dat doel te halen moeten zij de oversteek, die van New York naar de Scilly-eilanden (Engeland) voert in minder dan 55 dagen volbrengen. 
Dit record van twee Noorse oestervissers is niet verbroken, gezien de totale reis 60 dagen 16 uur en 19 minuten duurde. Met deze tijdsduur is echter wel een nieuw record gevestigd, namelijk de snelste "unsupported" oversteek. Daarna zijn de vier doorgevaren naar hun thuishaven Rotterdam waar zij 6 augustus onthaald werden in de Veerhaven door burgemeester Opstelten.
De naam van de boot waarmee geroeid werd is the Vopak Victory en het team bestaat uit Robert Hoeve (1977), Gijs Groeneveld (1978), Maarten Staarink (1977) en Jaap Koomen (1974). De boot is geveild voor 15000 euro. De opbrengst is naar het KWF gegaan. Tevens werd er 100000 euro opgehaald voor het wereld natuur fonds WNF. 